# Льюцци, Эмануэла
Эмануэла Льюцци (итал. Emanuela Liuzzi; 27 апреля 2000, Джульяно-ин-Кампанья, Италия) — итальянская спортсменка, борец вольного стиля. 

## Спортивная карьера
14 декабря 2020 года принимала участие на Индивидуальном кубке мира в Белграде, где в первой же схватке на стадии 1/4 финала проиграла Залине Сидаковой из Белоруссии. 30 марта 2022 года на чемпионате Европы в Будапеште в 1/8 финала взяла верх над Натальей Кливчуцкой из Украины, а в 1/4 финала допустила поражение от Алины Вук из Румынии, покинув турнир. 29 июня 2022 года на Средиземноморских играх в алжирском городе Оран в схватке за бронзовую медаль уступила Сарре Хамди из Туниса, став четвёртой. 16 марта 2023 года Бухаресте на Первенстве Европы среди борцов до 23 лет дошла до финала, в котором уступила Эмме Люттенауэр из Франции, став серебряным призёром. 19 апреля 2023 года на чемпионате Европы в Загребе в 1/8 финала одолела Веронику Рябоволову из Северной Македонии, а в 1/4 финала уступила украинке Оксане Ливач, на следующий день в схватке за 3 место её соперница Миглена Селишка из Болгарии не вышла, тем самым Льюцци завоевала бронзовую медаль. 19 сентября 2023 года неудачно выступила на чемпионате мира в Белграде, где в первой же схватке проиграла Жаклин Моллокане из Эквадора и покинула турнир, заняв 17 место. 14 февраля 2024 года в Бухаресте на чемпионате Европы в 1/8 финала победила Габию Дилите из Литвы, а в 1/4 финала проиграла Миглене Селишке, заняв итоговое 7 место.